# رابین (شخصیت کمیک)
رابین (به انگلیسی: Robin) عنوان چندین شخصیت خیالی ابرقهرمان در کتاب‌های کامیک آمریکایی منتشر شده توسط دی‌سی کامیکس است. این شخصیت توسط باب کین، بیل فینگر و جری رابینسون به عنوان همکار تازه‌کار در خدمت شخصیت ابرقهرمان بتمن است. در واقع هر وقت کسی دستیار بتمن می‌شود، لباس رابین را برای مدتی موقتی می‌پوشد و بعد با لباس و اسم جدیدی دوباره خود را به مردم نشان می‌دهد.

## ریچارد جان دیک گریسون / نایت وینگ
دیک اولین دستیار بتمن در کمیک‌های بتمن است. او در کودکی همراه با پدرش ریچارد و مادرش ماری در سیرک هالی کار می‌کرده است. دیک، والدینش و خانوادهٔ عموی او که به آن‌ها "flying graysons" می‌گفتند، در سیرک هالی آکروبات بازهای معروف بودند. در یکی از اجراها، دیک در هشت سالگی خود شاهد به قتل رسیدن والدینش بود؛ امّا خوش بختانه بروس وین (بتمن) که در بین تماشاچی‌ها بود، سر پرستی دیک را به عهده می‌گیرد. بروس که خود تجربهٔ از دست دادن پدر و مادرش را داشت، دیک را طوری بزرگ کرد که مثل خودش شخصیتی عصبی و تاریک نباشد.
تمرینات دیک از زمانی که بروس راز خود را به او گفت (۸ سالگی) تا سیزده سالگی او بود، از آن پس او در لباس رابین به بتمن کمک می‌کرد. امّا به دلیل بزرگ شدن و خسته شدن از رفتارهای بتمن (بروس وین) و اینکه می‌تواند به تنهایی و بدون کمک او با جرم و جنایت مبارزه کند از او جدا شد. از آن پس، دیک به بتمن (برای مدتّی نچندان زیاد) پیوست؛ او برای مدتّی با لباس رابین به بتمن کمک کرد، اما بعد لباس نایت وینگ را طرّاحی کردند. این اسم از روی یک شخص کریپتونی که سرگذشتی مثل دیک داشته و بعد به قهرمان تبدیل شد، الگو برداری شده.
از آن پس (در سن هجده سالگی)، کمیک‌ها سریال‌ها و کارتون‌های دیک، در لباس نایت وینگ و معمولاً به صورت تک نفره بودند. وقتی که کمر بتمن توسّط بین می‌شکند و نمی‌تواند به کار خود ادامه بدهد، در این مدت بروس فردی به نام «عزرائیل» را جانشین خود قرار می‌دهد امّا متوجه می‌شود که او یک دیوانه است، پس در این مدت دیک را جانشین خود (تا زمانی که خوب شود) قرار می‌دهد. او به بتمن بودن تا سال ۲۰۱۱ (یعنی زمان شروع new 52) ادامه می‌دهد (البته در مدتی هم دیک و بروس هر دو بتمن بودند). دیک در این سری کمیک‌ها مانند شخصیت جیمز باند است و یک کارآگاه محسوب می‌شود. (نام رمزی او مأمور ۳۷ است) داستان کمیک‌های agent of spyral بدین صورت است که دیک برای مردی کار می‌کند که می‌تواند تغییر شکل دهد و این مرد دیک را نیز تغییر می‌دهد تا به یک کارآگاه (البته بدون شخصیت پنهان) تبدیل شود. این راز را تنها بروس وین می‌داند و افراد دیگر او را مرده می‌دانند. همکار او نیز در این سری کمیک‌ها helena bertinally (دختر گانگستری که پدر و مادر دیک را کشتند و می‌خواهد از افرادی مثل پدر و مادرش انتقام بگیرد) هست.
در تمام این مدت دیک با لباس‌های رابین و نایت وینگ، سرپرستی گروه تایتان‌های نوجوان و outsiders (در تمام سری‌ها) و همچنین سرپرستی گروه عدالت جویان جوان را بر عهده دارد. او مدت زیادی با یکی از هم تیمی‌هایش در گروه تایتان‌های نوجوان، به نام استارفایر، پرنسس زیبا روی فضایی رابطه داشت.

## جیسون پیتر تاد / رد هود
دومین رابین در سری کمیک‌های بتمن، جیسون تاد است. او در کودکی فقیر بوده است و در یک شب لاستیک‌های ماشین بروس را درمی‌آورده است که بروس او را می‌بیند و تصمیم می‌گیرد برای اینکه او به راه‌های خلاف و جنایت کشیده نشود، جیسون را به فرزندخواندگی قبول کند.
سرانجام در یکی از نبردهای رابین و بتمن با جوکر، جوکر رابین (جیسون) را در یک انبار زندانی می‌کند و پس از شکنجه دادن او، جوکر انبار را منفجر می‌کند و جیسون را می‌کشد. بعد از مدتی شخصیتی جدید به نام رد هود (با نام مستعار قدیمی جوکر) وارد گاتهام می‌شود و به کشتن تبهکاران و فروش مواد مخدر با نوچه‌های نقاب سیاه می‌پردازد. نقاب سرخ (red hood) همان جیسون است که پس از کشته شدن توسّط جوکر، رأس‌الغول یا همان کسی که جوکر را از تیمارستان درآورد (که بیش از شش قرن با حمام گرفتن در چشمهٔ آب جوان‌کننده، هنوز زنده است) به خاطر عذاب وجدانی که داشت جیسون را در چاه لازاروس پیت انداخت تا بر اساس افسانه‌ها که می‌گفتند این چشمه قابلیّت زنده کردن مرده‌ها را نیز دارد، او را زنده کند و به رنج بتمن پایان دهد؛ امّا اوضاع آن طور که می‌خواست پیش نرفت و جیسون با عقل و جسمی ناسالم به این دنیا بازگشت. پس از چند درگیری بین نقاب سرخ، نقاب سیاه و بتمن، بروس متوجه می‌شود رد هود همان جیسون است. نقشهٔ جیسون این بود که نقاب سیاه را آن قدر عصبانی کند که مجبور شود از جوکر کمک بگیرد.
بعد از اینکه بتمن نقاب سیاه و همراهانش را از آتش گرفتن توسّط جوکر نجات می‌دهد، جیسون را پیدا می‌کند که در ساختمانی متروکه در حال شکنجه دادن جوکر است. وقتی بتمن می‌رسد، رد هود به بتمن می‌گوید: با اسلحه جوکر را بکش تا من به تو بپیوندم و اگر به من تیر بزنی، من هم جوکر را با گلوله می‌زنم و هردو می‌میریم، اما بتمن بر خلاف عقیدهٔ رد هود تفنگ را می‌اندازد؛ رد هود به بتمن در حالی که داشت از ساختمان خارج می‌شد، تیری شلیک کرد؛ بتمن جا خالی داد و هنگام شلیک تیر بعدی سر تفنگ رد هود را بست؛ جیسون با دست خونی خود، بمب را فعال کرد، ساختمان را منفجر کرد و سپس برای همیشه گاتهام را ترک کرد.
جیسون به اندازه دیک مشهور نشد؛ بنابراین شرکت دی‌سی کامیکس یک نظر سنجی در مورد سرنوشت جیسون تاد گذاشت و بیشتر خوانندگان به مرگ او رأی دادند. البته بعد از آن افراد زیادی که در این نظرسنجی شرکت نکرده بودند به این مرگ اعتراض کردند؛ سپس دی‌سی کامیکس جیسون تاد را با نقش رد هود مجدداً وارد داستان کرد که بعضی وقت‌ها به بتمن کمک می‌کند و گاهی هم تنها کار می‌کند و تبهکاران را می‌کشد، کاری که هیچ وقت بتمن نمی‌کند.
انیمیشن تعاملی بتمن مرگ در خانواده که برای تعیین سرنوشت جیسون در سال ۲۰۲۰ منتشر شد به طرفداران این فرصت را داد تا خودشان سرنوشت او را انتخاب کنند مانند:آشنایی او با تیم دریک (رابین سوم که اینجا با نام بت کید شناخته می‌شود)، کشتن جوکر، قبول کردن مسئولیت دیمین وین (پسر خونی بتمن) و… که همه و همه حاصل از انتخاب مرگ بتمن است.

## تیموتی جکسون دریک / رد رابین
تیموتی دریک اسم کامل سومین دستیار بتمن است. او جانشین دیک گریسون در سیرک هالی بود و در آنجا کار می‌کرد، تا زمانی که تیم پی می‌برد بتمن حالا دستیار، با لباس رابین ندارد؛ بنابراین تیم که کارآگاه بسیار خوبی بود، پی می‌برد دیک گریسون که رابین بوده و الآن نایت وینگ است، بتمن را با لباس رابین ترک کرده و فقط گاهی اوقات با لباس نایت وینگ به او کمک می‌کند. پس تیم از دیک خواهش می‌کند که دوباره از لباس رابین استفاده کند و وقتی دیک اصرار تیم را می‌بیند، او را به بتمن معرفی می‌کند تا تبدیل به رابین جدید شود.
بروس در ابتدا با این تصمیم کاملاً ناموافق بود؛ زیرا نمی‌خواست که دیگر یک دستیار جوان داشته باشد که شاید در یک جنگ او را در حال مرگ ببیند، امّا با اصرار دیک و تیم و دیدن استعدادهای تیم، بروس متقاعد می‌شود که تیم به عنوان دستیار جدید بتمن تعلیم ببیند.
تیم به سری کارتون‌های عدالت جویان جوان (پس از اینکه دیک لباس نایت‌وینگ را پوشید) پیوست، البته او با لباس رد رابین (red robin) کار خود را شروع کرد و ادامه داد. تیم از اخلاق و رفتار خوبی برخوردار است، امّا با اینکه زمان تعلیم او با بروس از بقیهٔ رابین‌ها بیشتر بود، قدرت کمتری، نسبت به رابین‌های دیگر دارد.
وی در فصل چهارم سریال تایتان‌ها نیز حضور داشته است البته اینار در کنار دیک به عنوان عضو تایتان‌ها، در فصل سوم او متوجهٔ این می‌شود که دیک گریسون همان رابین است و درخواست کمک به او را می‌دهد درخواست در ابتدا رد می‌شود اما طی داستانی او به تایتان‌ها می‌پیوندد.

## استفانی براون / اسپویلر
استفانی چهارمین دستیار بروس بود. بعد از این که تیم دست از کار با بروس کشید، استفانی که از دوست‌های تیم بود، رابین شد. استفانی اخلاق و رفتاری شبیه به باربارا گوردون (بت‌گرل) دارد و گاهی هم با لباس بت‌گرل ظاهر می‌شود. اما استفانی در طی یکی از جنگ‌ها با جوکر، کشته می‌شود.

## دیمین وین / رابین
دیمین وین پسر بروس وین و تالیا الغول، پنجمین رابین در مجموعه کمیک‌های بتمن می‌شود و هنوز هم در سری کمیک‌های بتمن حضور دارد و به او کمک می‌کند. او در اوایل با خود بروس کار می‌کرد امّا بعد مدتی با دیک که در لباس بتمن بود کار کرد و بعد دوباره پیش بتمن واقعی برگشت. دیمین یک پسر فضول و خیلی عصبانی است و بیشتر اهل این است که با تبهکاران بدون هیچ رحمی بجنگد و آن‌ها را بکشد. دیمن از طرف لیگ قاتلین و بتمن تعلیم دیده است و در کار با شمشیر نیز بسیار وارد است. دیمین در فیلم پویانمایی لیگ عدالت در برابر تایتان‌های نوجوان، تایتان‌های نوجوان:قرار داد یهودا و بتمن:دشمنی هم حضور داشت.
دو انیمیشن پسر بتمن و بتمن علیه رابین با محوریت او ساخته شده است.
مادرش تالیا الغول، پدرش (بتمن) را شست و شو مغزی می‌دهد ولی بتمن با این موضوع مقابله می‌کنند و سپس خود را نجات می‌دهد و ۱۰ سال متوجه وجود دیمین نبوده اما پس از این مدت تالیا خودش را از دیمین جدا می‌کند و سرپرستی اش را به بتمن واگذار می‌کند که به روش خودش بتمن را با مشکلی بزرگ درگیر کرده اما بتمن و دیمین به پدر و پسری که باید تبدیل می‌شوند البته آن‌ها مشکلات بزرگی دارند اما در بیشتر مطهری داستانی‌ها در کنار هم مانند پدر و پسر حضور داشتند.